# 东思忠
东思忠（1441年—1485年），字进伯，號葵軒，陝西西安府華州（今陝西渭南市華州區）人。明朝政治人物。

## 生平
明正統六年辛酉生，弱冠为州学生，以《书经》中天順六年（1462年）壬午乡试，成化二年（1466年）丙戌科进士，授刑部河南司主事，后升任云南司员外郎、郎中。十八年（1482年）七月升任四川按察司副使、整饬松潘兵备，成化二十一年（1485年）乙巳十一月八日卒于任内，享年四十五岁。有《葵轩漫兴录》、《乐我轩稿》藏于家。

## 家族
上世巩昌人，高祖東良惠以总管守商州，值红巾軍之乱，令二子挈家人一居华州，一居朝邑。居华者諱德名，生子有升，以贡为商河县丞，娶兵部侍郎华阴郭良之女，继娶次女，生東思孝、東思忠、东思诚、東思恭四子。
配薛氏，封宜人，以子鲁貴封太恭人。有子東周；东鲁，己酉举人、官至兵部郎中；東漢，戊午举人、由户部郎中累官南昌知府、长芦运使；東郊，辛未进士、浙江道监察御史；东野，壬戌进士、刑部福建司主事。
孙东晓，驿丞；东曙，国子生；东旸；东时；周之子。东元，国子生；东允，州学生；东亢、东充、东铣五人，鲁之子。东棨，州学生；东口、东棐三人，汉之子。东旭，州学生；东冕二人，郊之子。东颐寿，野之子。